# Pelderijn

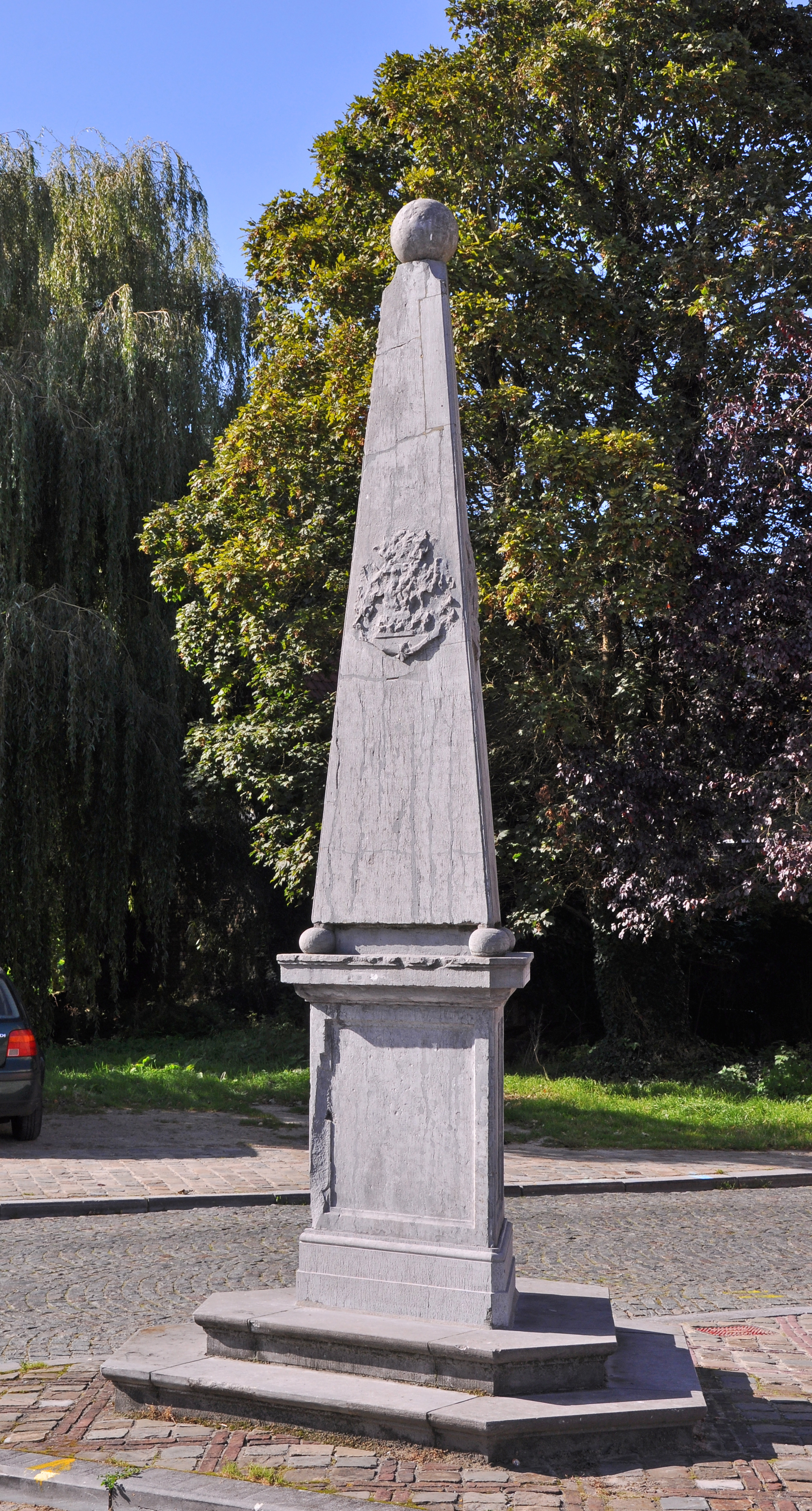
Pelderijn

Het Pelderijn is een schandpaal in de tot de West-Vlaamse stad Brugge behorende deelgemeente Sint-Kruis, gelegen aan de Pelderijnstraat.

## Geschiedenis
De naam Pelderijn is een verbastering van het Franse woord pilori, dat schandpaal betekent. De gestrafte werd met een ijzeren halsband bevestigd aan de paal gedurende de drukke middaguren.
Nadat Jean Lopez Gallo in 1558 de heerlijkheid Male in bezit kreeg, richtte hij in 1569 een eikenhouten schandpaal (staecke) op voor het stadhuis. De schandpaal was vergezeld van een zonnewijzer die de duur van de straf aangaf.
Deze werd in de tweede helft van de 18e eeuw, vermoedelijk tussen 1750 en 1787, vervangen door het huidige stenen exemplaar. Waarschijnlijk stond Male toen onder het bewind van de familie Claesman. De schandpaal werd slechts enkele malen gebruikt. In 1795 werd de heerlijkheid Male opgeheven en had de schandpaal geen functie meer. Tijdens de 19e eeuw werd de schandpaal tijdens de kermis met tabaksplanten behangen om een goede tabaksoogst af te dwingen.
In 1874 werd het Pelderijn gesloopt, maar in 1895 werden de brokstukken weer samengevoegd vanwege de historische betekenis. In 1985 werd het Pelderijn weer teruggeplaatst op de oorspronkelijke plaats.
Het betreft een driekante zuil van 3 meter hoogte, in arduin uitgevoerd. Op de zuil staat een arduinen bol. De wapenschilden van de heerlijkheid, aangebracht op alle zijden van de zuil, werden tijdens de Franse Revolutie weggebeiteld. De sokkel is van 1950.